# Betzendorf (Heilsbronn)

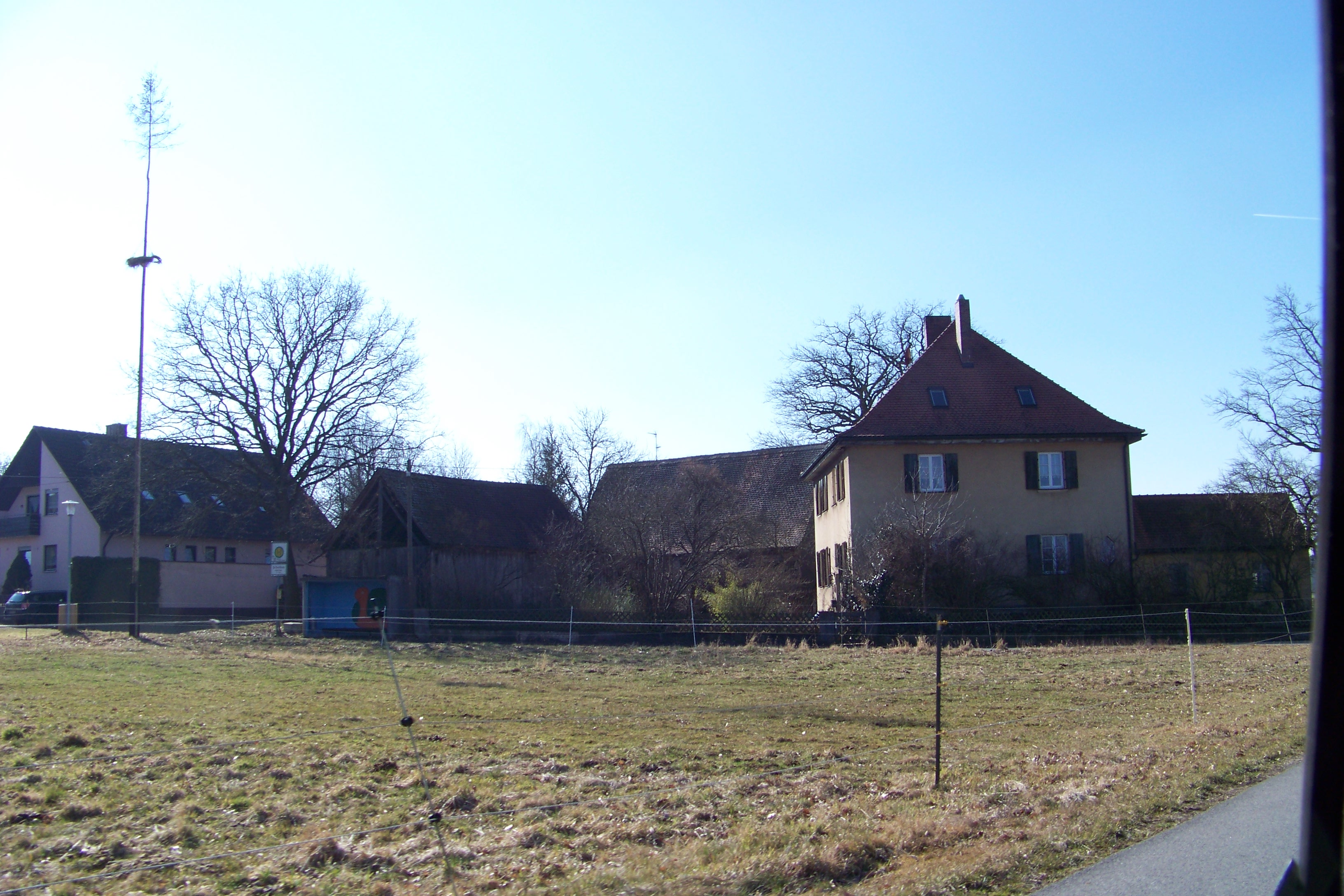
Betzendorf

Betzendorf (fränkisch: Betsndorf) ist ein Gemeindeteil der Stadt Heilsbronn im Landkreis Ansbach (Mittelfranken, Bayern). Die Gemarkung Betzendorf hat eine Fläche von 4,625 km². Sie ist in 557 Flurstücke aufgeteilt, die eine durchschnittliche Fläche von 8303,79 m² haben. In ihr liegt neben dem namensgebenden Ort der Gemeindeteil Markttriebendorf.

## Geografie
Das Dorf liegt auf einem Hochplateau, das auf allen Seiten abfällt außer in Richtung Höfstetten. Es entspringt im Ort ein namenloser  rechter Zufluss des Triebenbdorfer Grabens, der ein rechter Zufluss der Bibert ist. Unmittelbar südöstlich liegt das Flurgebiet Fleck. 0,5 km nordöstlich beginnen die Waldgebiete Lindach und Wolfsgrube.
Durch den Ort verläuft die Kreisstraße AN 24, die nach Bonnhof zur Staatsstraße 2410 (2,6 km südöstlich) bzw. bei Münchzell zur Staatsstraße 2246 (1,8 km nördlich) führt. Gemeindeverbindungsstraßen führen nach Markttriebendorf (1,2 km westlich) und nach Bürglein zur St 2410 (2 km östlich).

## Geschichte
Der Ort wurde 1249 als „Bazindorf“ erstmals urkundlich erwähnt. Das Bestimmungswort des Ortsnamens ist der Personenname Bazo. Im Jahre 1306 erwarb das Kloster Heilsbronn von dem Nürnberger Bürger Burkhard von Betzendorf einen Hof. In der Folgezeit erwarb das Kloster acht weitere Anwesen.
Gemäß dem 16-Punkte-Bericht des Klosteramts Heilsbronn von 1608 gab es in Betzendorf neun Mannschaften: Die sieben Bauern und zwei Köbler hatten das Kastenamt Bonnhof als Grundherrn. Das Hochgericht übte das brandenburg-ansbachische Kasten- und Stadtvogteiamt Windsbach aus. Im Dreißigjährigen Krieg wurden die meisten Höfe in Betzendorf verwüstet. Von den neun Heilsbronner Höfen waren im Jahre 1650 sieben und 1655 fünf verödet. Nach anderen Angaben war der Ort 1650 vollkommen verödet. Vier Anwesen wurden 1665 verkauft, die übrigen Höfe blieben die nächsten Jahre unbewohnt.
Gegen Ende des 18. Jahrhunderts gab es in Betzendorf 13 Anwesen (4 Höfe, 2 Halbhöfe, 3 Güter, 3 Häuser, 1 Schmiede, 1 Hirtenhaus). Das Hochgericht übte das brandenburg-bayreuthische Stadtvogteiamt Markt Erlbach im begrenzten Umfang aus. Es hatte ggf. an das brandenburg-ansbachische Richteramt Roßtal auszuliefern. Die Dorf- und Gemeindeherrschaft und die Grundherrschaft über alle Anwesen hatte das brandenburg-bayreuthische Kastenamt Bonnhof. Es gab zu dieser Zeit elf Untertanenfamilien. Von 1797 bis 1808 unterstand der Ort dem Justiz- und Kammeramt Cadolzburg.
Im Jahre 1806 kam Betzendorf zum Königreich Bayern. Mit dem Gemeindeedikt wurde Betzendorf dem 1808 gebildeten Steuerdistrikt Bürglein und der 1810 gegründeten Ruralgemeinde Bürglein zugeordnet. Mit dem Zweiten Gemeindeedikt (1818) entstand die Ruralgemeinde Betzendorf, zu der Markttriebendorf gehörte. Sie war in Verwaltung und Gerichtsbarkeit dem Landgericht Heilsbronn zugeordnet und in der Finanzverwaltung dem Rentamt Windsbach. Von 1862 bis 1879 gehörte Betzendorf zum Bezirksamt Heilsbronn, ab 1880 zum Bezirksamt Ansbach (1939 in Landkreis Ansbach umbenannt) und zum Rentamt Heilsbronn (1919–1929 Finanzamt Heilsbronn, seit 1929 Finanzamt Ansbach). Die Gerichtsbarkeit blieb beim Landgericht Heilsbronn (1879 in Amtsgericht Heilsbronn umbenannt), seit 1956 ist das Amtsgericht Ansbach zuständig. Die Gemeinde hatte 1964 eine Gebietsfläche von 4,637 km².
Im Jahre 1929 erhielt Betzendorf ein eigenes Schulhaus, in dem bis 1976 die Schüler unterrichtet wurden. In den Jahren 1949 und 1950 war es das erste Dorf im Landkreis Ansbach, das die Flurbereinigung durchführte. Es wurden 411 Einzelgrundstücke zu 104 Grundstücken zusammengelegt. Am 1. Januar 1972 wurde im Zuge der Gebietsreform in Bayern die Gemeinde Betzendorf in die Stadt Heilsbronn eingegliedert.

## Einwohnerentwicklung
Gemeinde Betzendorf
| Jahr      | 1818   | 1840   | 1852   | 1855   | 1861   | 1867   | 1871   | 1875   | 1880   | 1885   | 1890   | 1895   | 1900   | 1905   | 1910   | 1919   | 1925   | 1933   | 1939   | 1946   | 1950   | 1952   | 1961   | 1970   |
| Einwohner | 161    | 150    | 151    | 159    | 163    | 140    | 139    | 146    | 164    | 158    | 144    | 149    | 144    | 153    | 159    | 155    | 161    | 175    | 169    | 268    | 245    | 191    | 157    | 162    |
| Häuser    | 32     | 23     |        |        |        |        | 26     |        |        | 31     | 27     |        | 33     |        |        |        | 27     |        |        |        | 30     |        | 29     |        |
| Quelle    | [ 18 ] | [ 19 ] | [ 20 ] | [ 20 ] | [ 21 ] | [ 22 ] | [ 23 ] | [ 24 ] | [ 25 ] | [ 26 ] | [ 27 ] | [ 28 ] | [ 29 ] | [ 28 ] | [ 30 ] | [ 28 ] | [ 31 ] | [ 28 ] | [ 28 ] | [ 28 ] | [ 32 ] | [ 28 ] | [ 14 ] | [ 33 ] |

Ort Betzendorf
| Jahr      | 001807 | 001818 | 001840 | 001861 | 001871 | 001885 | 001900 | 001925 | 001950 | 001961 | 001970 | 001987 | 002007 | 002016 |
| Einwohner | 81     | 92     | 86     | 103    | 90     | 114    | 100    | 99     | 160    | 101    | 94     | 82     | 83     | 98     |
| Häuser    | 16     | 16     | 14     |        |        | 18     | 18     | 16     | 17     | 18     |        | 23     |        |        |
| Quelle    | [ 34 ] | [ 18 ] | [ 19 ] | [ 21 ] | [ 23 ] | [ 26 ] | [ 29 ] | [ 31 ] | [ 32 ] | [ 14 ] | [ 33 ] | [ 35 ] |        | [ 1 ]  |

## Religion
Betzendorf ist seit der Reformation evangelisch-lutherisch geprägt und nach St. Johannes (Bürglein) gepfarrt. Die katholische Minderheit ist nach Unsere Liebe Frau (Heilsbronn) gepfarrt.